# Sainte-Marie-en-Chaux
Sainte-Marie-en-Chaux település Franciaországban, Haute-Saône megyében. Lakosainak száma 161 fő (2022. január 1.). Sainte-Marie-en-Chaux Francalmont, Abelcourt, Breuches, Ormoiche és Villers-lès-Luxeuil községekkel határos.

## Népesség
A település népessége az elmúlt években az alábbi módon változott:
| Lakosok száma | 171  | 169  | 168  | 161  | 162  | 160  | 158  | 160  | 161  |
|               | 2013 | 2015 | 2016 | 2017 | 2018 | 2019 | 2020 | 2021 | 2022 |